# Oldensvort
Oldensvort (dansk) eller Oldenswort (tysk) er en landsby og kommune i det nordlige Tyskland under Kreis Nordfriesland i delstaten Slesvig-Holsten.

## Geografi og trafik
Byen er beliggende på halvøen Ejdersted i det sydvestlige Sydslesvig, cirka 7 km nord for Tønning og 17 km syd for Husum ved Ejderen. Mod vest går Bundesstraße 5 og banelinjen fra Bad St. Peter-Ording til Husum.
Byen ligger i et fladt marskområde, hvor der hovedsageligt er landbrug. Til beskyttelse mod Nordsøen er der i Oldensvort bygget diger og værfter. Navnet Oldensvort er muligvis udledt af navnet Olde Warft (gamle værft).
Der findes stadig enkelte haubarge, der er store marskgårde, der er typiske for halvøen Ejdersted.

## Historie
I den danske periode hørte byen til Oldensvort Sogn (Tønning Herred).
Byen er nævnt første gang i 1205. Ved kapellet landede kong Abel af Danmark i sin krig mod nordfriserne, som endte med hans død. Byen har flere gange været ødelagt af krige, og i 1784 ødelagde en bybrand store dele af byen, med den blev atter genopbygget. Mange indbyggere mistede alt ved den danske statsbankerot i 1813, og byens størrelse blev nærmest halveret.
Lidt syd for byen Oldensvort ligger halvøenes eneste herregård Hoyersvort, som er opkaldt efter den danske staller (≈amtmand) på Ejdersted Caspar Hoyer. I 1632 blev Hoyersvort købt af Enkehertuginde Augusta af Gottorp. Renaissancebygningen var også det sted, hvor kong Frederik 4. i 1713 modtog general Stenbocks overgivelse af den nærliggende fæstning Tønning.

## Kendte personer med tilknytning til Oldensvort
- Den tyske religionskritiker Matthias Knutzen (el. Mathias Knutsen), 1646 - 1674, blev født i Oldensvort.
- Den tyske sociolog og filosof Ferdinand Tönnies, (26. juli 1855 – 9. april 1936 i Kiel), blev født i Oldensvort.

## Galleri
- Oldensvort Kirke (Pankratiuskirken)
- Hollændermølle Catharina
- Ejderstedbanen
- Typisk frisisk stenmur (friservold)